# Fausto Papetti
 (septembre 2022).
Si vous disposez d'ouvrages ou d'articles de référence ou si vous connaissez des sites web de qualité traitant du thème abordé ici, merci de compléter l'article en donnant les références utiles à sa vérifiabilité et en les liant à la section « Notes et références ».
Fausto Papetti (Viggiù, 28 janvier 1923 – Sanremo, 15 juin 1999) est un musicien italien, saxophoniste alto au sein d'orchestres de musique d'ambiance, surtout connu dans les années 1960 et 1970.

## Biographie
Fausto Papetti naît à Viggiù, en Lombardie.
À ses débuts, de la fin des années 1950 au début des années 1960, il joue dans la formation du compositeur et chef d'orchestre Gérard Calvi, orchestre à tendance plutôt fantaisiste dans ses compositions, où il est tenu d'effectuer parfois quelques fausses notes pour apporter une touche comique voulue par certaines compositions du chef.
L'orchestre de danse de Fausto Papetti est très connu dans les années 1960 à 1980, lui-même jouant en soliste au saxophone accompagné de ses musiciens, dans un style de musique légère et d'ambiance, propice à la danse (slows notamment), et tout à fait typique de l'easy-listening ; un grand nombre de ses disques, d'abord en 33 tours microsillon (en grande partie réédités en CD) puis directement en CD, ont fait partie des palmarès musicaux (hits parade). 
Il a aussi su trouver une place sur le marché musical d'Amérique latine. 
Durant les années 1970, au sommet de sa carrière, Papetti produit deux collections par an, la meilleure vente étant la 20e, en 1975.
Les pochettes de ses albums, parus parfois sous le pseudonyme de “Fausto Danieli”, sont souvent illustrées de photographies de jolies filles posant nues ou en tenue de charme dans des attitudes suggestives (comme sur les disques de beaucoup d'orchestres d'ambiance dans les années 1970). 
Il devient l'un des principaux orchestrateurs de musique légère et de danse, à l'instar, par exemple dans les années 1960, des chefs américain Billy Vaughn (multi-instrumentiste) et français Franck Pourcel (violoniste), Georges Jouvin (trompettiste) ou Caravelli (violoniste). Durant les années 1970 et suivantes, de nombreux imitateurs sont apparus en Italie, tels le saxophoniste et flûtiste Johnny Sax et le violoniste Piergiorgio Farina ou, plus tard, le saxophoniste Athos Bassissi.
Son interprétation de Love's Theme (en) (à l'origine créé par The Love Unlimited Orchestra (en) de Barry White) est le morceau vedette de la compilation Ultimate Breaks and Beats.
Il meurt à Sanremo en 1999.

## Discographie

### Albums
- Musica Nel Mondo, Vol. 2 (2004)
- Musica Nel Mondo (2004)
- E Se Domani (2003)
- Ritmi Dell America Latina (2003)
- Moon River (2003)
- Old America (2003)
- Chloe (2003)
- Evergreens No. 3 (2003)
- Scandalo Al Sole [D.V. More] (2003)
- If You Leave Me Now (2003)
- Accerezzami (2003)
- Cinema: Anni 70 (2003)
- Cinema: Anni 60 (2003)
- Made in Italy [BMG] (2003)
- Bonjour France (2003)
- Evergreens (2003)
- Memory (2003)
- Evergreens, Vol. 2 (2001)
- The Look of Love (2000)
- Calda Estate (1999)
- What A Wonderful World [Expanded] (1998)
- Sax Latino (1997)
- Made in Italy [Ricordi] (1997)
- More Feelings (1996)
- More Feelings Again (1996)
- Fausto Papetti (1995)
- The Magic Sax of Fausto Papetti (1995)
- Sax in Gold (1994)
- El Cine (1994)
- El Mundo de Fausto Papetti (1994)
- Ecos de New York, Vol. 2 (1991)
- Ecos de Hollywood (1991)
- Ecos de Brasil, Vol. 2 (1991)
- Ecos de Italia, Vol. 2 (1991)
- Maria Elena (1991)
- Sax Idea (1991)
- Feelings (1991)
- Magic Sax (1990)
- Us and Them (1988)
- Midnight Melodies (1988)
- Baby Blue Music, Vol. 1 (1987)
- Il Mondo Di Papetti, Vol. 3 (1987)
- Baby Blue Music, Vol. 2 (1987)
- Il Mondo Di Papetti, Vol. 2 (1986)
- My One and Only Love (1982)
- The Singing Saxophone (19??)

### Recueils
- Fausto Papetti Collection, Vol. 2 (2006)
- Fausto Papetti Collection (2006)
- Le Piu Belle Melodie di Fausto Papetti (2006)
- I Grandi Successi Originali (2000)
- Oggi, Vol. 4 (1999)
- Oggi, Vol. 3 (1999)
- Oggi, Vol. 2 (1999)
- Oggi, Vol. 1 (1999)
- What a Wonderful World (1998)
- Gli Anni D'Oro (1997)
- Econo Series (1997)
- Scandalo Al Sole [Replay] (1995)
- 20 Exitos, Vol. 2 (1994)
- 20 Exitos (1994)
- All Time Favorites (1991)
- Il Mondo Di Papetti (1988)